# Ґонзва
Ґонзва (пол. Gązwa, нім. Gondwen; renamed Gansen in 1938) — село в Польщі, у гміні Мронгово Мронґовського повіту Вармінсько-Мазурського воєводства.
Населення — 126 осіб (2011).

## Демографія
Демографічна структура станом на 31 березня 2011 року:
|          | Загалом | Допрацездатний вік | Працездатний вік | Постпрацездатний вік |
| -------- | ------- | ------------------ | ---------------- | -------------------- |
| Чоловіки | 66      | 17                 | 41               | 8                    |
| Жінки    | 60      | 16                 | 31               | 13                   |
| Разом    | 126     | 33                 | 72               | 21                   |